# Ortho-nitrophényl-β-galactoside
L'orthonitrophényl-β-galactoside (ou 2-nitrophényl-β-D-galactopyrannoside, ONPG) est un hétéroside de type bêta-galactoside, dont l'aglycone est l'orthonitrophénol (ONP) et la partie glucidique est constituée par un galactose.
L'ONPG est incolore. Son hydrolyse par une β-galactosidase libère du galactose et de l'orthonitrophénol (ONP), composé de couleur jaune en milieu alcalin.

## Utilisation
- Microbiologie : La recherche de la ß-galactosidase dans l'identification d'une bactérie est réalisée avec le test ONPG. Ce test consiste à incuber la souche bactérienne en présence d'ONPG. L'apparition d'une couleur jaune (ONP) indique la présence de la β-galactosidase. Ce test est intégré à la plupart des systèmes d'identification miniaturisés (micro-galeries).
- Enzymologie : L'ONPG est utilisé pour mesurer l'activité catalytique de la β-galactosidase.

Remarque
La β-galactosidase fait partie de l'opéron lactose.

Même si l'ONPG est reconnu par la β-galactosidase, il n'est pas capable d'induire l'opéron lactose.